# Guatteria insculpta
Guatteria insculpta R.E.Fr. – gatunek rośliny z rodziny flaszowcowatych (Annonaceae Juss.). Występuje naturalnie w Kolumbii, Wenezueli oraz Brazylii (w stanie Amazonas). 

## Morfologia
PokrójZimozielone drzewo dorastające do 5–7 m wysokości.
LiścieMają odwrotnie owalny kształt. Mierzą 7–10 cm długości oraz 8,5–16 szerokości. Nasada liścia jest klinowa. Wierzchołek jest spiczasty. Ogonek liściowy jest nagi i dorasta do 7–10 mm długości.
KwiatySą pojedyncze. Rozwijają się w kątach pędów. Działki kielicha mają eliptyczny kształt i dorastają do 8 mm długości. Płatki mają podłużny kształt. Osiągają do 16–20 mm długości.
OwoceZłożone z pojedynczych, elipsoidalnych owoców, dorastających do 25–45 mm długości.

## Biologia i ekologia
Rośnie w wiecznie zielonych lasach. Występuje na terenach nizinnych.